# صربيا في الألعاب الأولمبية الصيفية 2016

علم صربيا.

نافست صربيا في دورة الألعاب الأولمبية الصيفية 2016 في ريو دي جانيرو، البرازيل، من 05-21 أغسطس 2016. وكان هذا الظهور الرابع للبلاد في دورة الألعاب الاولمبية الصيفية كدولة مستقلة.